# Maderanertal

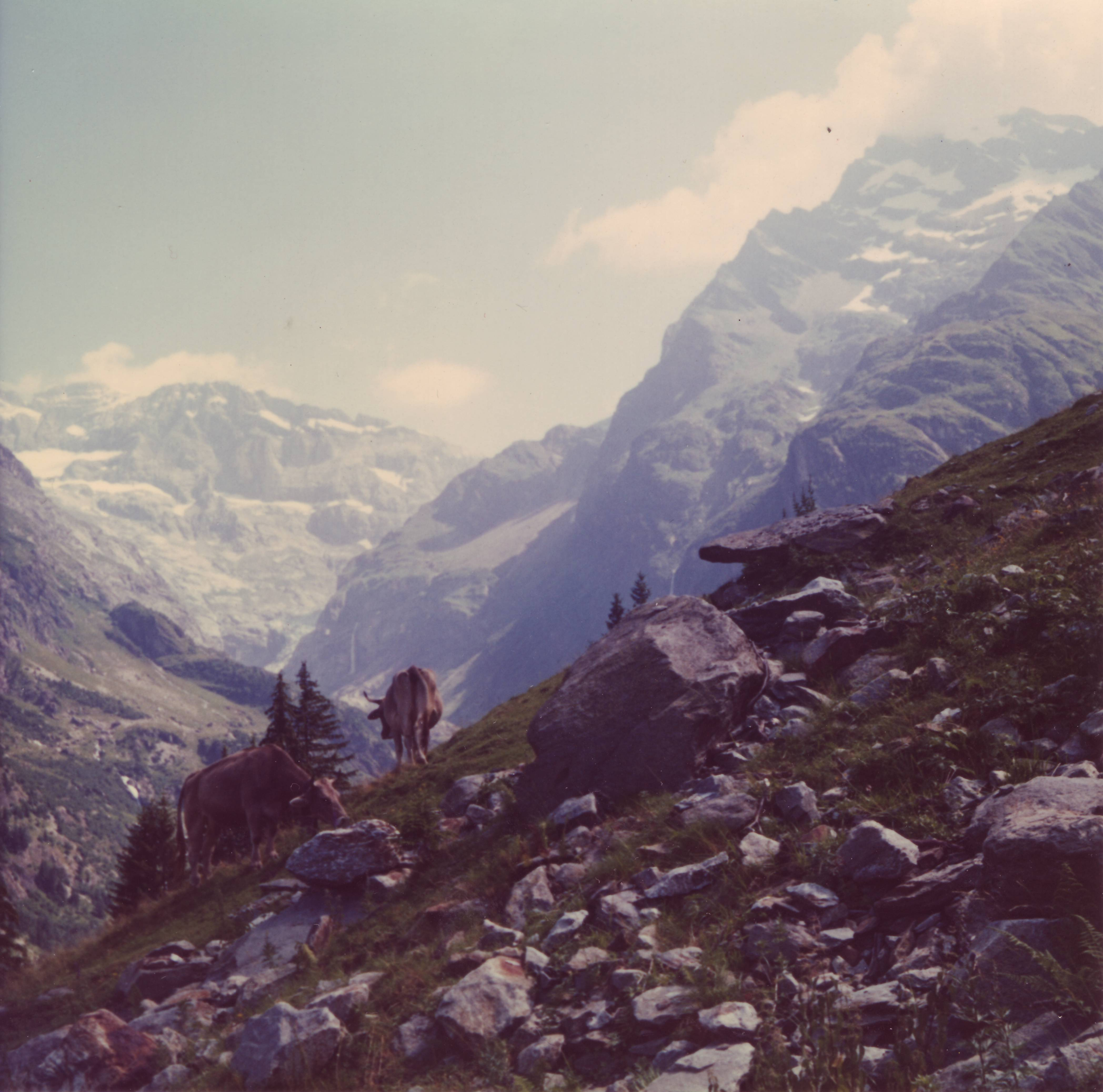
Blick vom Eingang zum Brunnital ins Maderanertal in Richtung Nordosten. Rechts verhangen der Grosse Düssistock.

Das Maderanertal (französisch Val de Fier, rätoromanisch Val da Fierⓘ) ist ein östliches Seitental des Reusstals.

## Lage
Das Tal liegt in der Innerschweiz im Kanton Uri, am nördlichen Fusse des Gotthardmassivs. Es verläuft von Nordost nach West. Im Talgrund fliesst der Chärstelenbach, der am Hüfigletscher oberhalb des Hüfisees entspringt. Er fliesst nach Westen, bis er nach etwa zwölf Kilometer bei Amsteg auf etwa 500 m in die Reuss mündet. Nördlich wird das Tal vom Gross Ruchen (3138 m) und vom Gross und Chli Windgällen (3187 m) begrenzt, südlich liegt der 3328 m hohe Oberalpstock. Nach Osten wird es vom Gross Düssi (3256 m) abgeschlossen.

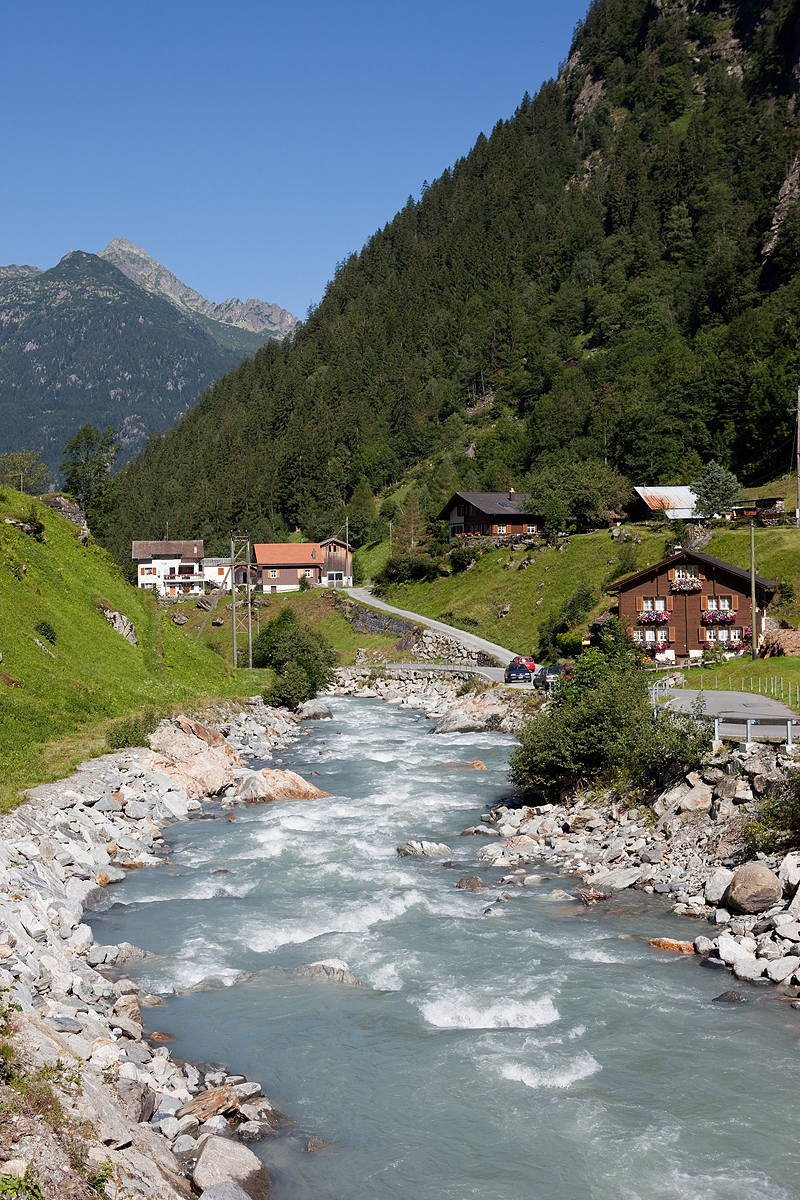
Chärstelenbach
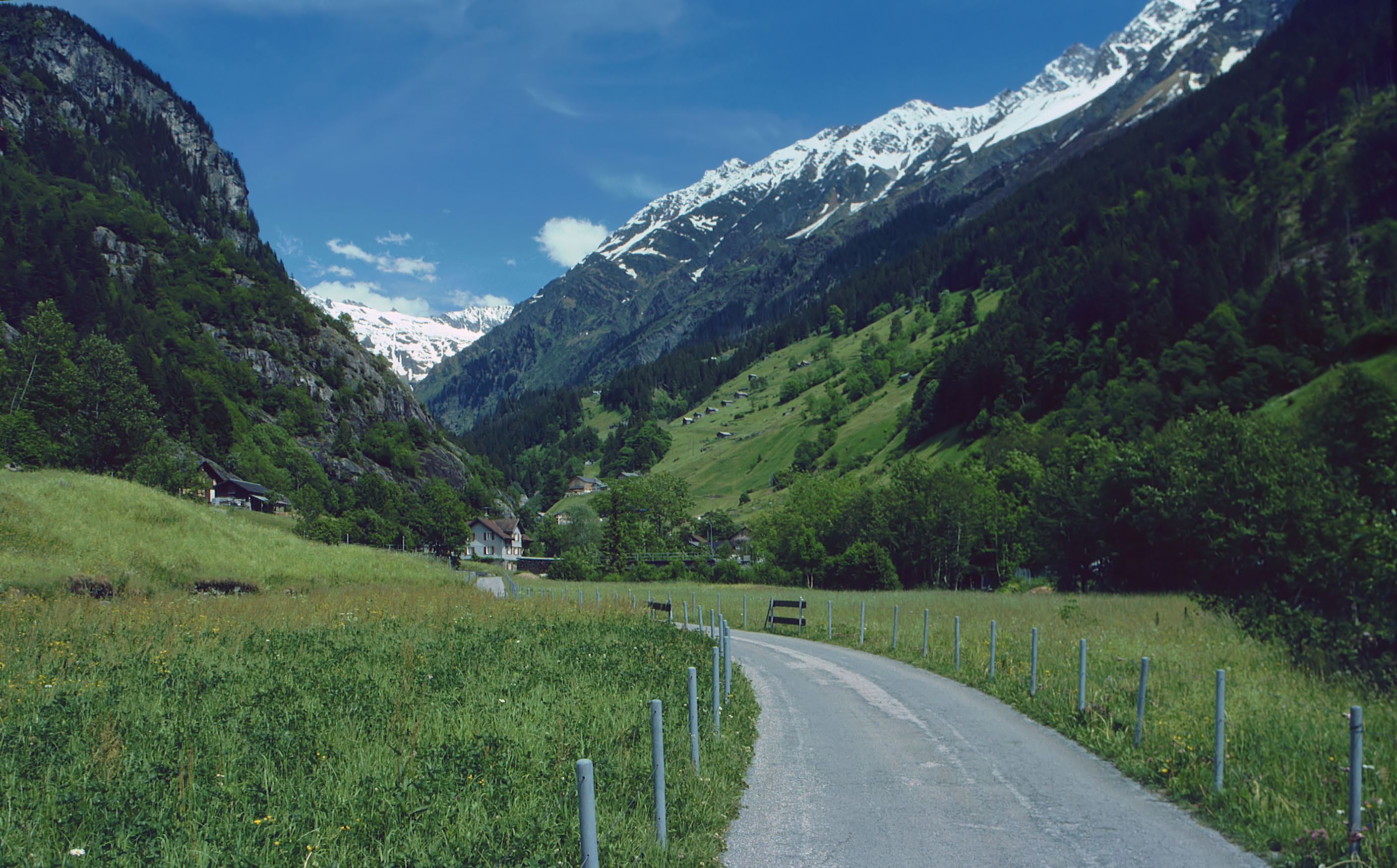
Taleingang
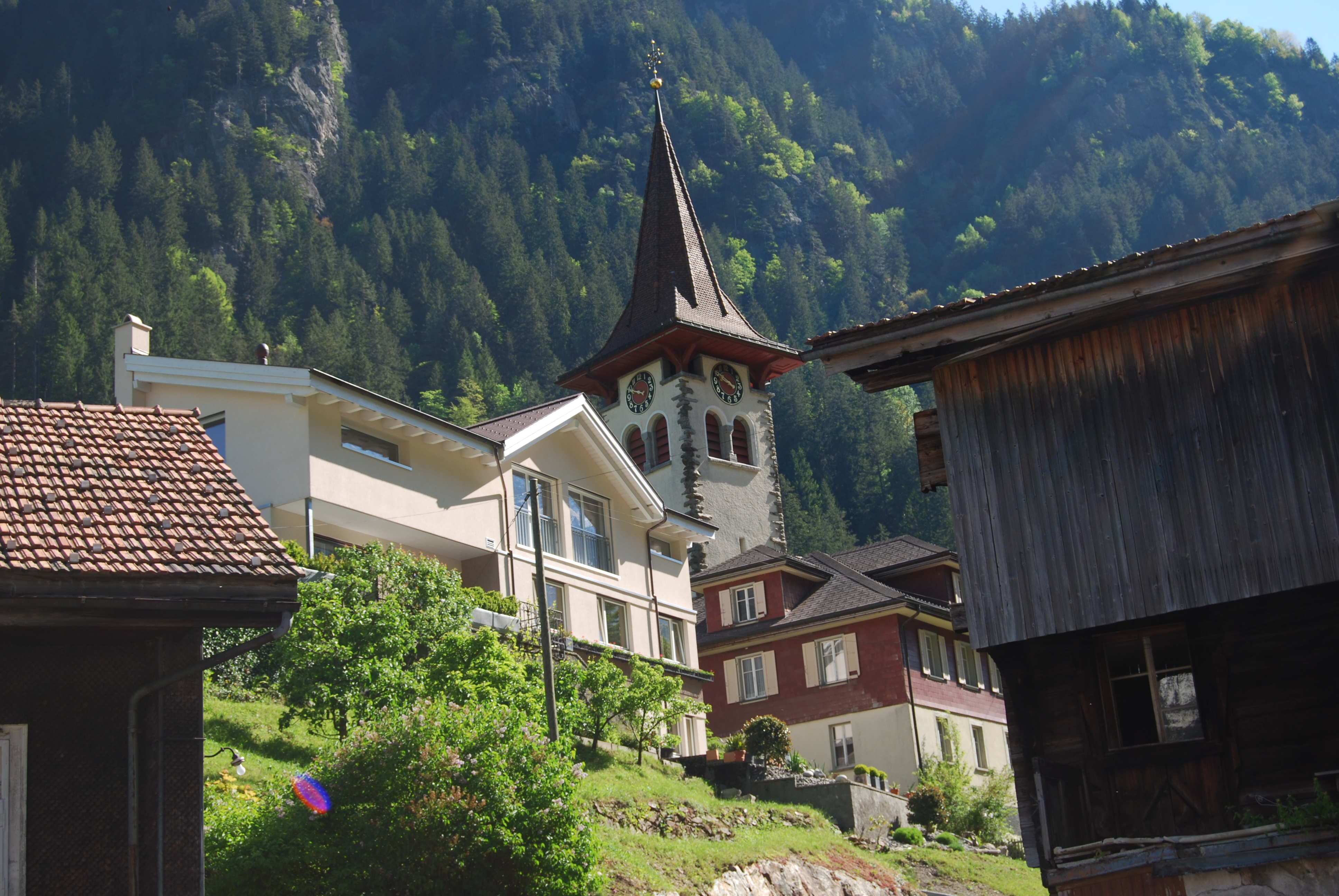
Bristen (Dorf)
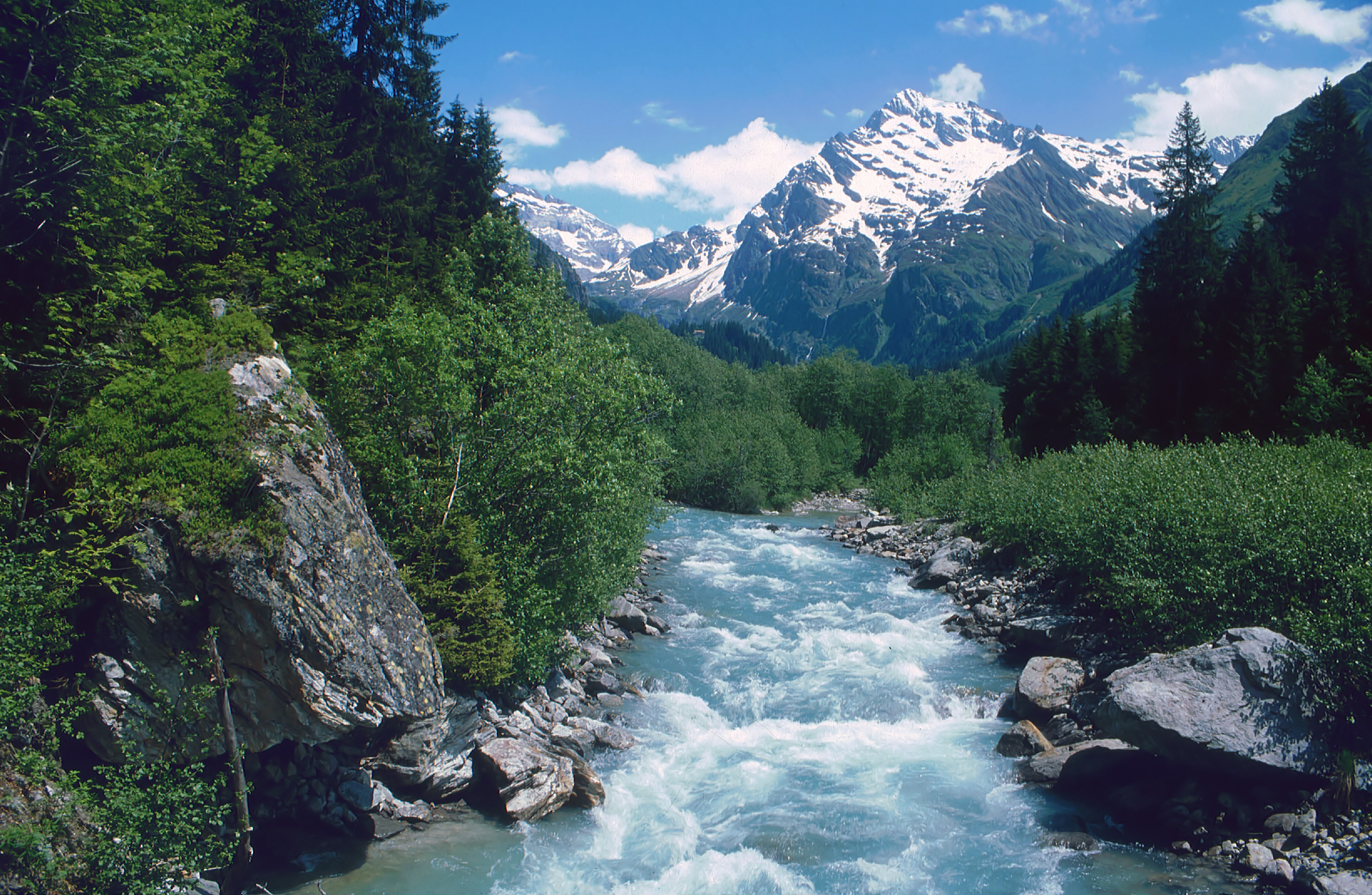
Blick von der Brücke am Graspelenweg
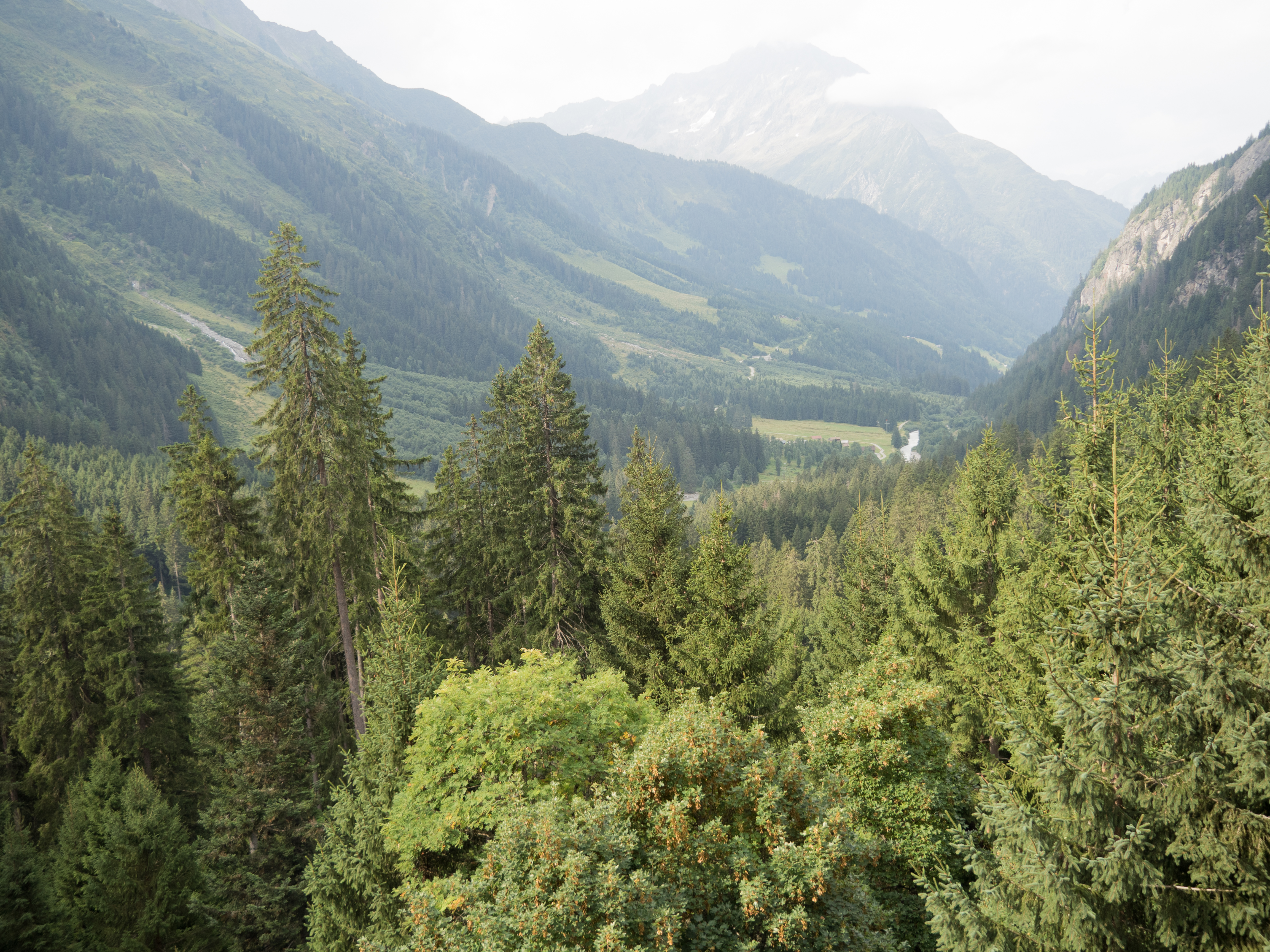
Blick vom Berghotel Maderanertal auf Balmenegg
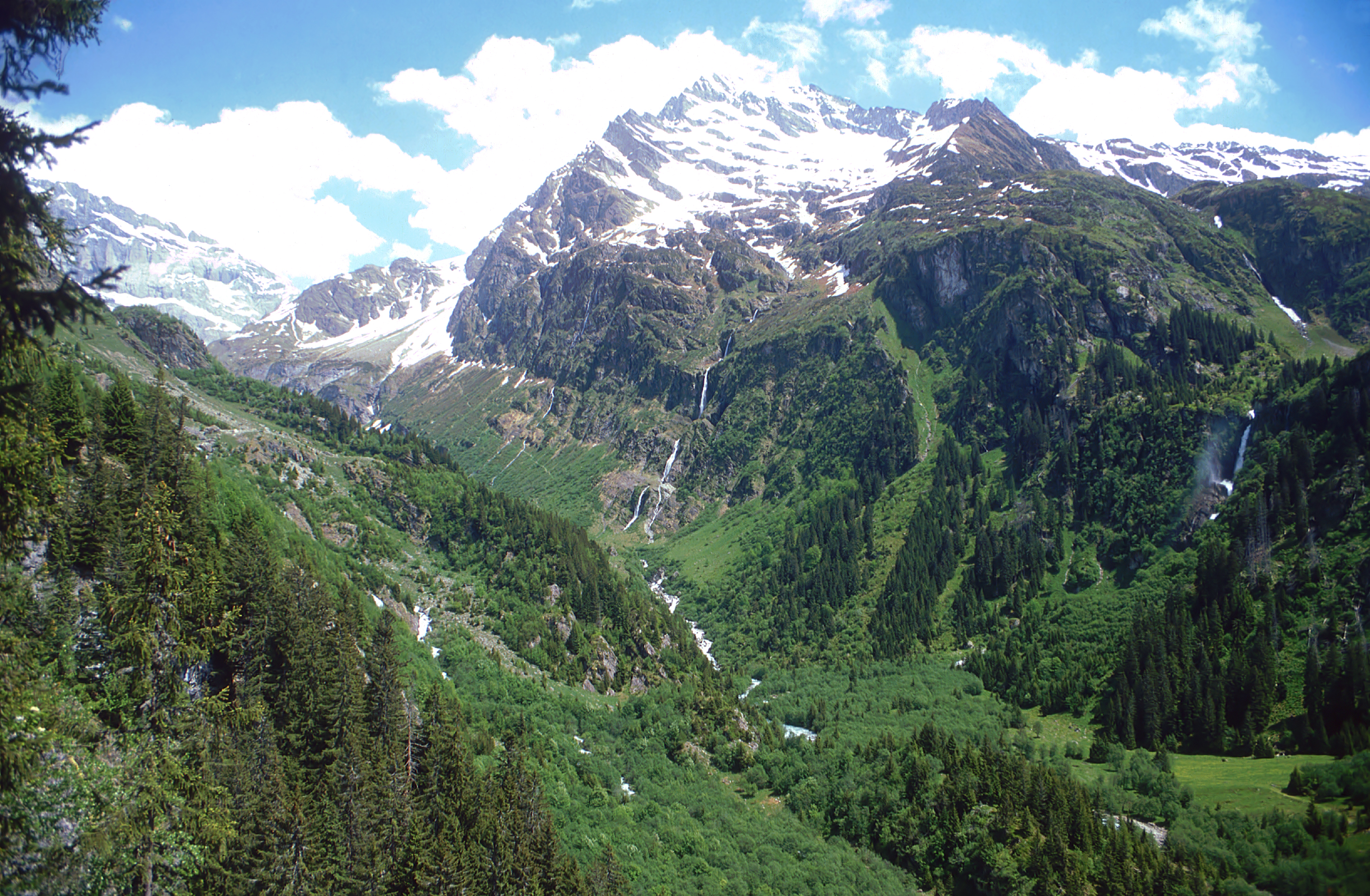
Talende mit Blick auf den Gross Düssi
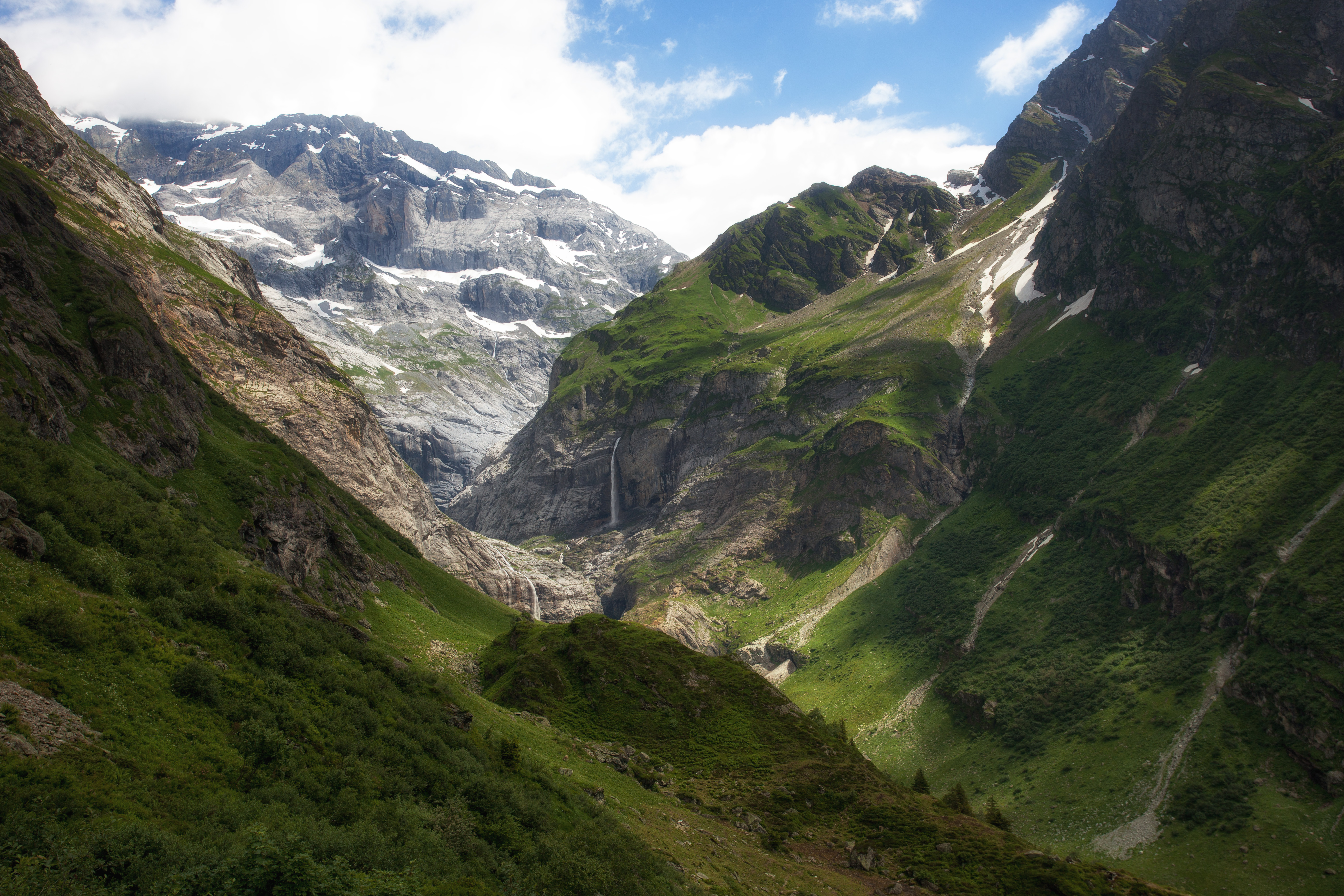
Talende mit Blick auf den Bocktschingelgrat

## Tourismus
Das Maderanertal wurde schon früh vom Bergtourismus erfasst. Bereits im 18. Jahrhundert wurde die Hinterbalmhütte auf der Alp Hinterbalm für touristische Zwecke genutzt. 1864 wurde das Berghotel Maderanertal hinten im Tal auf dem Felsplateau Balmenegg gebaut. Ihm folgten zahlreiche Berghütten in der Umgebung: Hüfihütte 1899, Windgällenhütte 1905, Etzlihütte 1911, Cavardirashütte 1928, Treschhütte 1947, Blackihütte, Bristenseehütte.

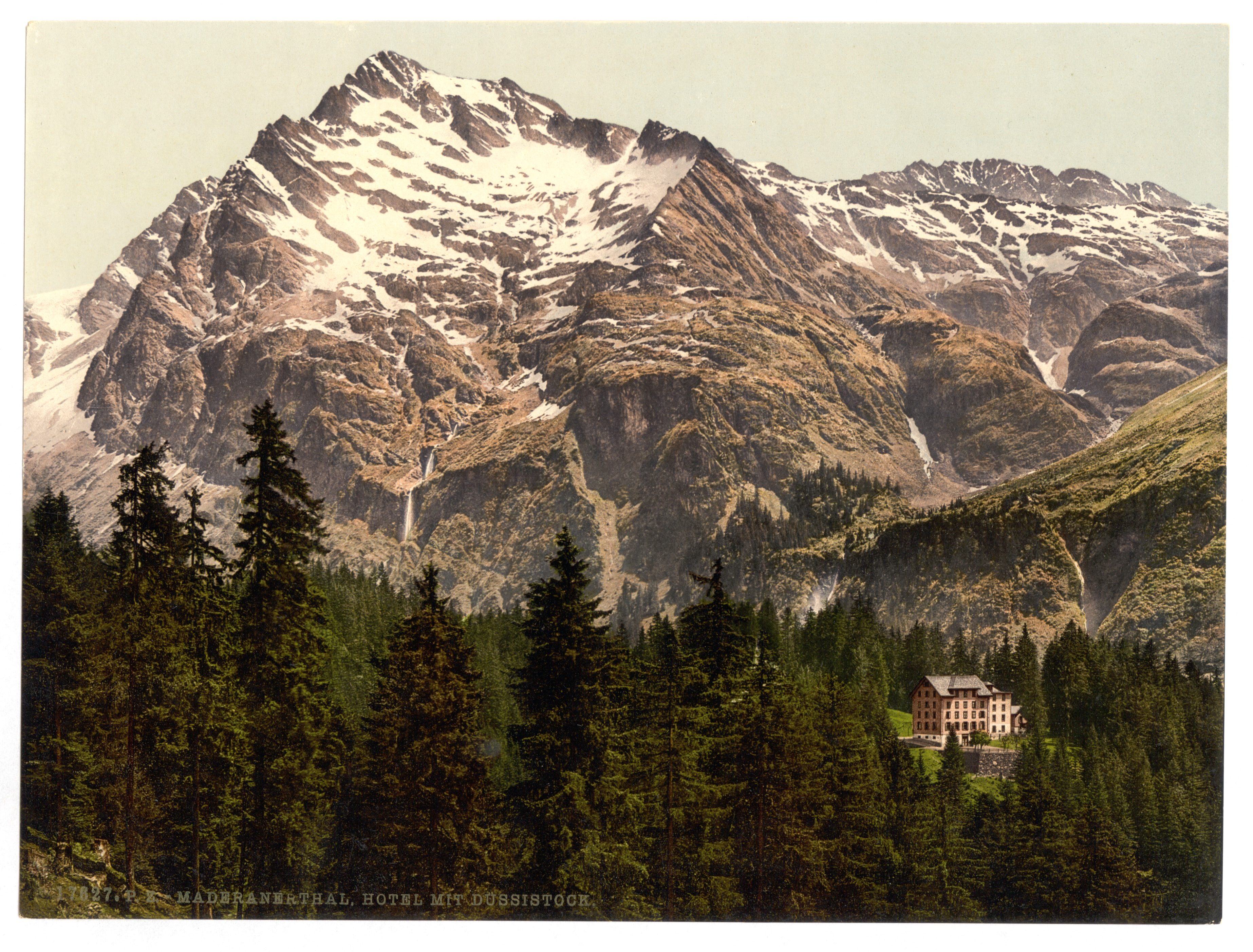
Historische Aufnahme des Hotels Maderanertal
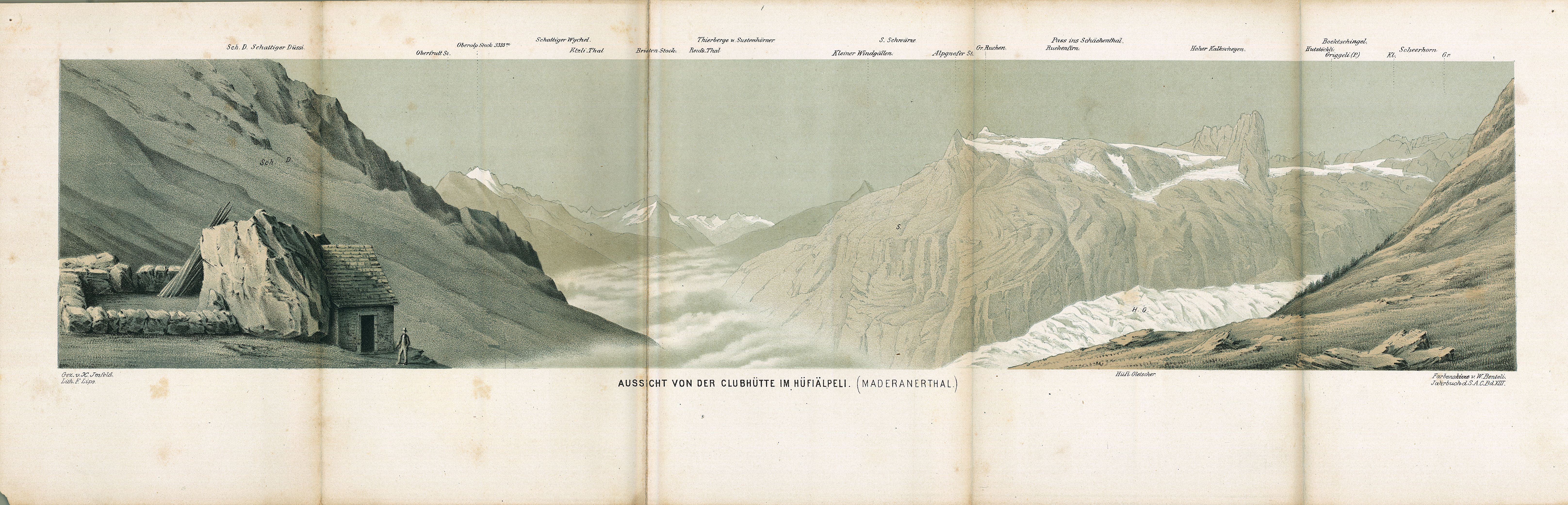
Clubhütte Hüfiälpeli 1873

## Verkehr
Von Amsteg kommend führt eine schmale und spektakuläre Strasse nach Bristen, sie bietet kaum Möglichkeiten zum Ausweichen. Von der Talstation der Luftseilbahn Bristen-Golzeren (LBG) aus, hinter Bristen, ist das hintere Maderanertal zu Fuss oder mit einem Offroad-Taxi zu erreichen. Die Luftseilbahn Bristen-Golzeren wurde nach dem Unwetter 2005 erneuert. Ein alpiner Weg führt zur Hüfihütte, von wo aus über den Hüfigletscher das obere Talende zu erreichen ist.
Am Talausgang bei Amsteg führt die Chärstelenbachbrücke der Gotthardbahn über die Schlucht.

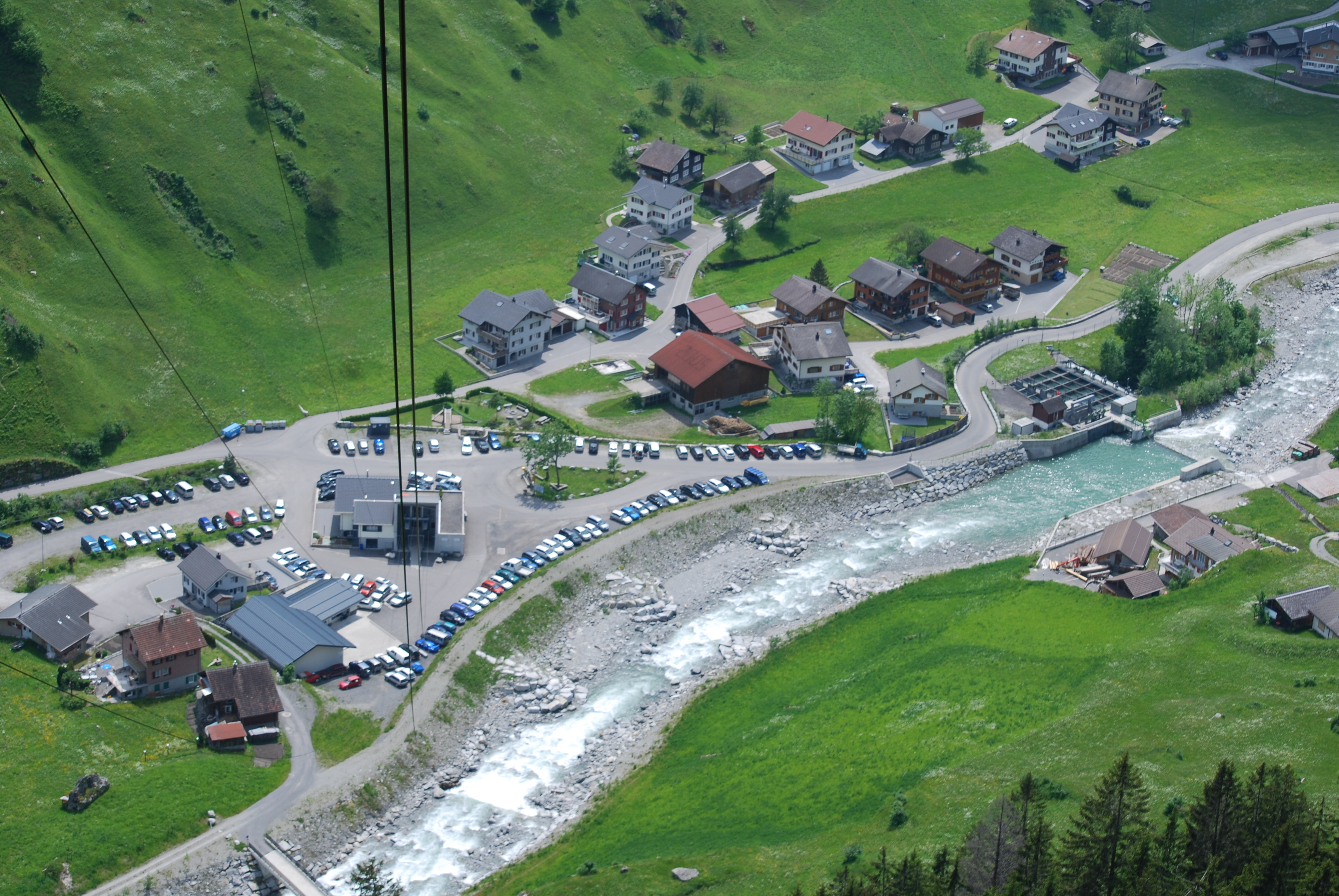
Talstation der Golzerenbahn mit dem Chärstelenbach und dem nach dem Hochwasser von 2005 angelegten Schutzdeich
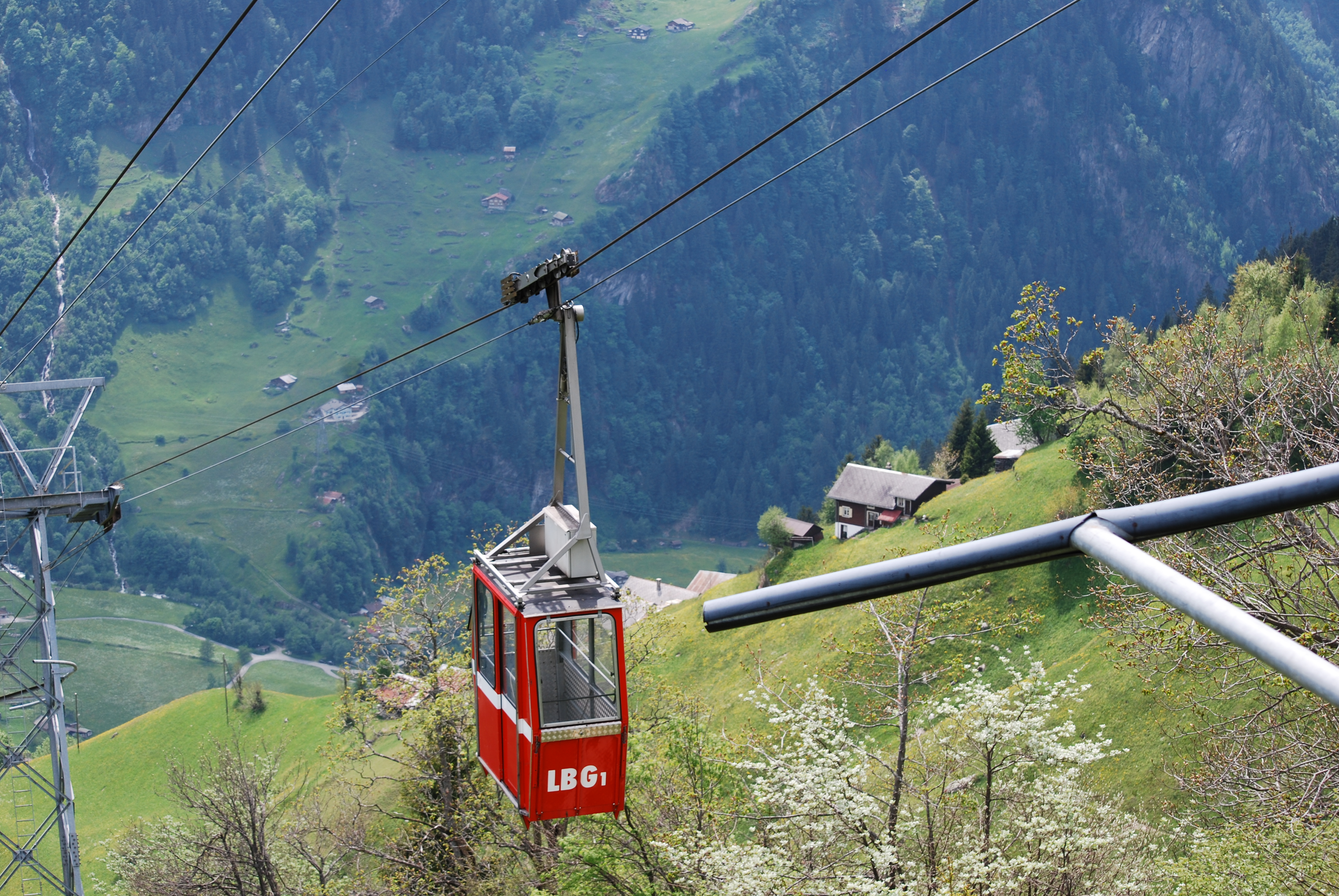
Golzerenbahn
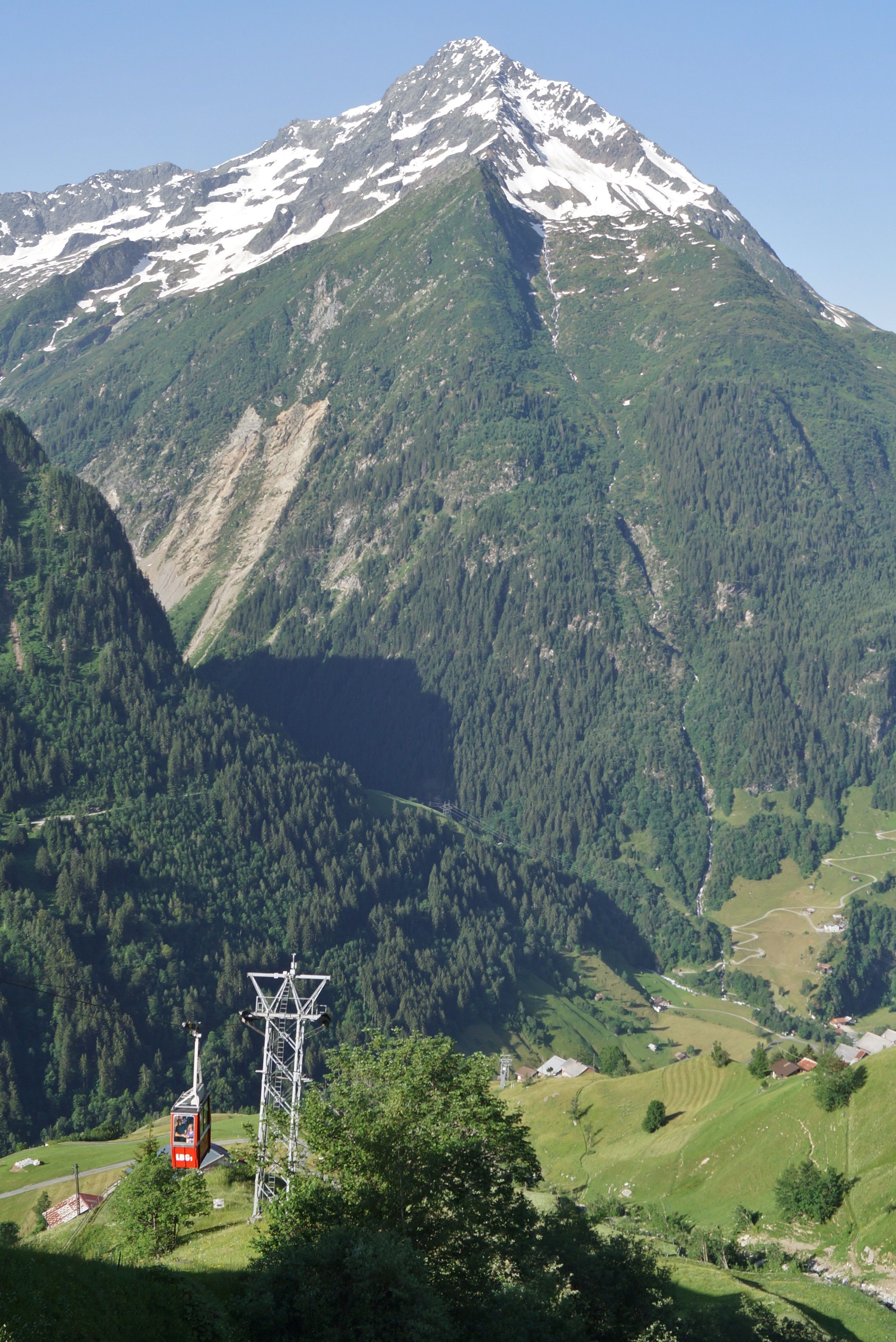
LBG von nördlich oberhalb der Bergstation mit Blick zum Bristen

## Name
Ursprünglich hiess das Maderanertal Kerstelental. Der heutige Name ist auf die Familie Madran zurückzuführen, welche aus dem Dörfchen Madrano in der Leventiner Gemeinde Airolo stammte und im 15. Jahrhundert nach Altdorf auswanderte.

## Sehenswürdigkeiten

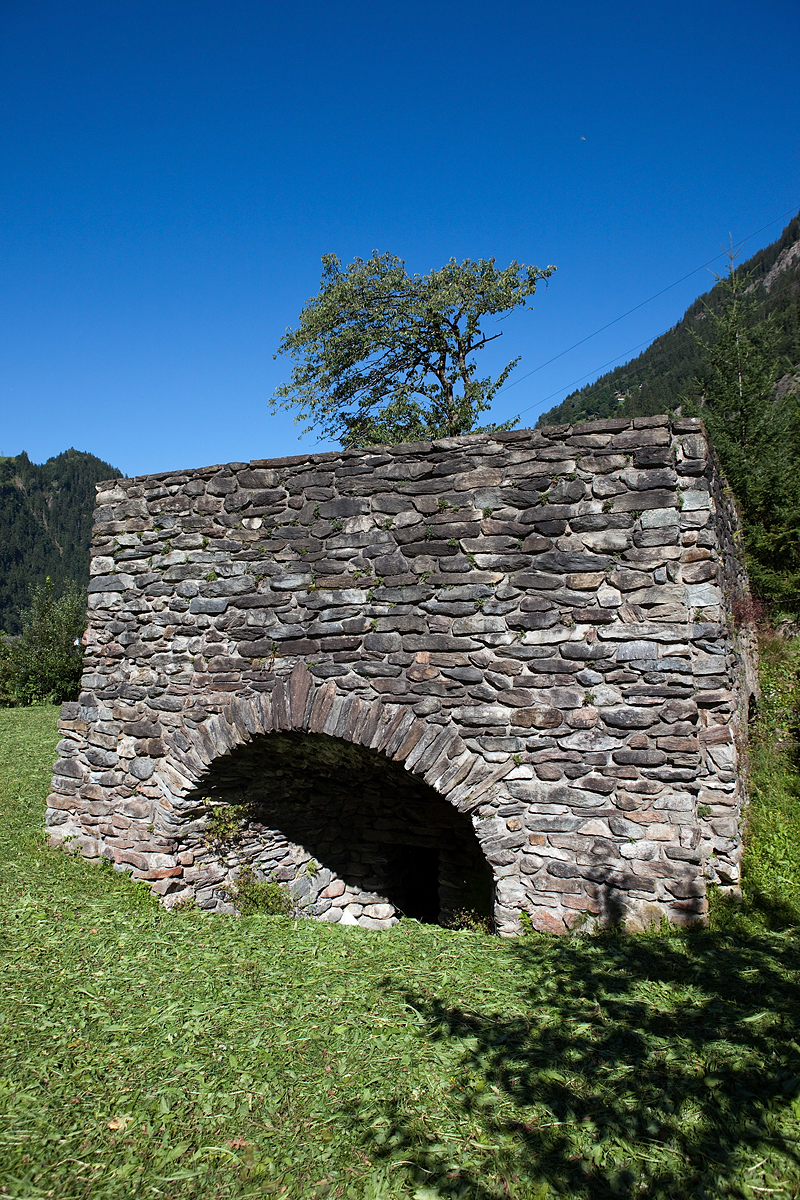
Erz-Schmelzofen, Hinterbristen
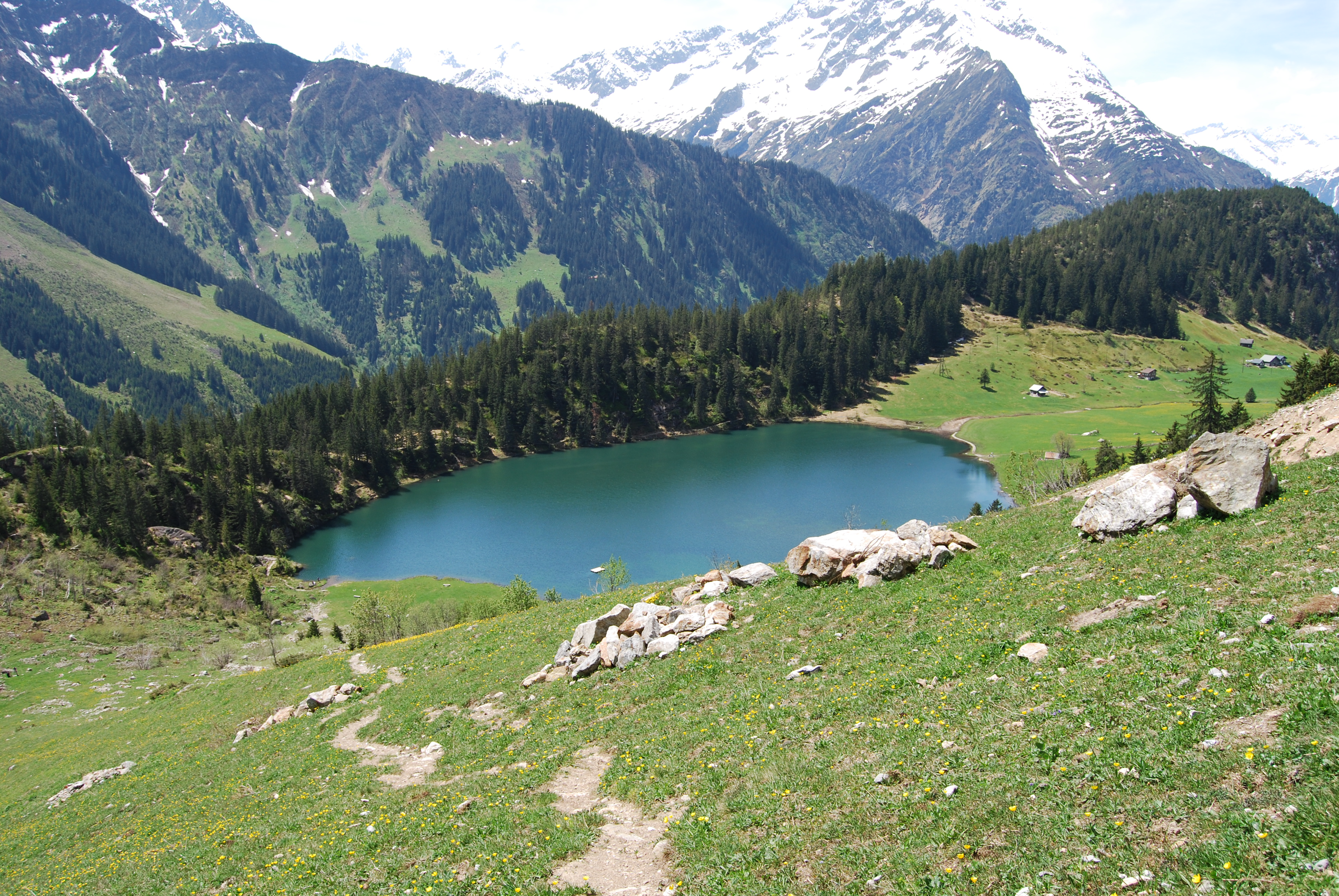
Golzerensee
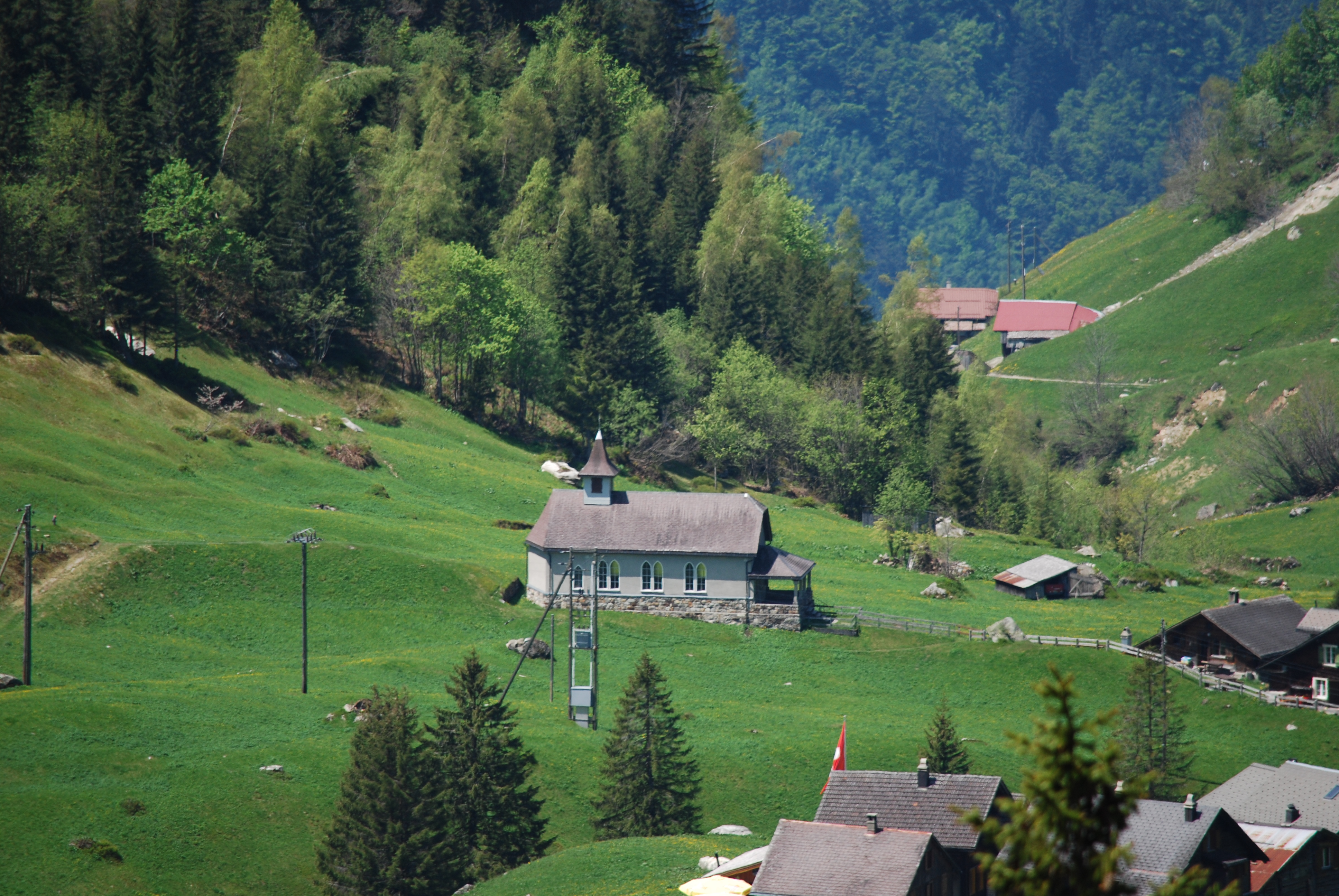
Alp Golzeren

## Seitentäler

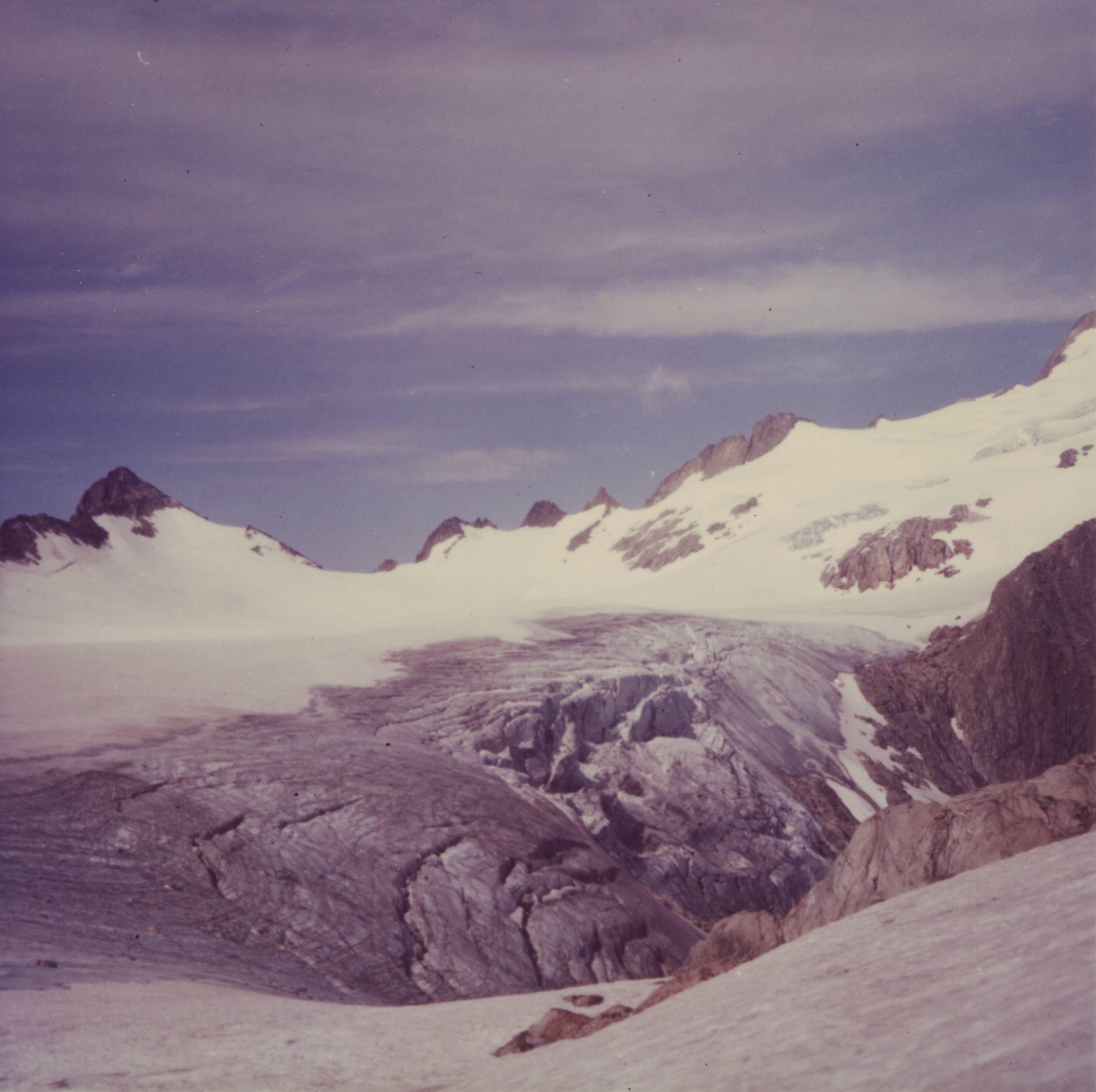
Brunnigletscher am oberen Ende des Brunnitals, Seitental des Maderanertals, um 1972

Die beiden wichtigsten Seitentäler des Maderanertals sind das Etzlital und das Brunnital (nicht zu verwechseln mit dem Brunnital des Schächentals).

### Etzlital
Das Etzlital zweigt beim Cholplatz in Bristen nach Süden vom Maderanertal ab und hat eine Länge von rund 8 km. Am Talende des Etzlitals liegt die Etzlihütte des Schweizer Alpen-Clubs, von welcher aus man über den Chrüzlipass ins Val Strem im Bündnerland gelangt.

### Brunnital
Durch das rund 12 km lange Brunnital fliesst der Brunnibach, welcher seinen Ursprung im Brunnifirn (oder Brunnigletscher) hat. In diesem Tal liegt auch die Hinterbalmhütte, und durch das Brunnital führt der Aufstieg zur Cavardirashütte. Letzterer führte bis vor einigen Jahren noch über den Brunnifirn, ist heute aber wegen des Rückzugs des Gletschers im Sommer eisfrei.

### Weitere Seitentäler
Zwischen Etzlital und Brunnital gibt es noch vier weitere kleinere Täler: Lungental, Grieserental, Staldental mit dem Staldenfirn sowie das Chästal. Auffallend ist, dass sämtliche Seitentäler des Maderanertales südlich desselben liegen.